# آرا درزي
أرا واركيس دارزي (بالإنجليزية: Ara Darzi)‏ أو بارون دارزي أوف دينهام (ولد 7 مايو 1960)، هو بروفيسور عراقي بريطاني. وواحد من أفضل الجراحين في المملكة المتحدة والعالم. ولد في العراق لأسرة أرمنية. شغل منصب وزير الصحة في المملكة المتحدة وقام بتعديل جذري للنظام الصحي ثم تنحى عن المنصب حينما تم تعيينه سفيرًا عالميًا للملكة المتحدة في شؤون الصحة،. وهو رئيس قسم الجراحة في كلية لندن الإمبراطورية، كما قام بنشر أكثر من 800 بحثًا علميا محكمًا.
نال رتبة فارس وحصل على لقب السير من الملكة البريطانية سنة 2002 تقديرًا لانجازاته في الطب والجراحة. وفي سنة 2007 حصل على رتبة اللورد من الملكة إليزابيث حيث تقلد لقب البروفيسور اللورد دارزي أوف دينهام. ومنذ 2009 وحتى الآن اختارته الملكة ليكون مستشارًا شخصيًا لها حيث يعتبر ذلك من أرقى مراتب الشرف. يشغل اللورد دارزي رئاسة المركز العالمي للابتكارات الصحية في لندن. حصل في 2016 على وسام الاستحقاق ( Merit of Order ) وهو أعلى وسام في تاريخ الإمبراطورية البريطانية حيث تقوم الملكة شخصيًا باختيار الحاصلين عليه، ولا يحمله سوى 24 شخص على قيد الحياة.